# Alpha-Cygni-Stern
Alpha-Cygni-Sterne sind pulsationsveränderliche Sterne. Der Prototyp dieser Sterne ist Deneb (α Cygni). Er zeigt Schwankungen der scheinbaren Helligkeit von +1,21 bis +1,29 mag. Einige der hellsten Sterne am Nachthimmel gehören zu dieser massereichen Sternklasse.

## Eigenschaften

### Spektrum
Die Alpha-Cygni-Sterne sind Überriesen der Spektralklasse spätes B oder A.

### Pulsationen
Die Alpha-Cygni-Sterne zeigen in den Lichtkurven Perioden zwischen 10 und 100 Tagen. Die Amplitude der Helligkeitsschwankungen liegt im Bereich von 0,01 bis 0,1 mag und ist bei jedem intensiv beobachteten Alpha-Cygni-Stern multiperiodisch. Die Helligkeitsänderungen gehen einher mit einer Veränderung im Muster der Absorptionslinien.

#### Ursache der Pulsationen
Die Periodenwerte sind für radiale Pulsationen zu lang. Für die Gründe der Veränderlichkeit werden stattdessen folgende Ursachen diskutiert:
- Die langen Perioden in der Größenordnung von Monaten bei Alpha-Cygni-Sternen könnten durch den Epsilon-Mechanismus angeregt sein, während die kurzen Perioden mit einer Länge von Tagen bis Wochen durch den konventionellen Kappa-Mechanismus gesteuert werden. Der Epsilon-Mechanismus beruht auf einer Schwankung der Energieerzeugung durch Kernreaktionen. Bei den Alpha-Cygni-Sternen liegt eine Schale mit aktiven Wasserstoffbrennen in einer Zone mit Energietransport durch Strahlung, die für Instabilität empfindlich sein könnte[1].
- In Sternen mit über 40 Sonnenmassen können nicht-radiale Pulsationen auftreten und zu strange-modes führen. Diese treten in den Zonen erhöhter Opazität auf, wie der zweiten Ionisationsstufe des Heliums, und werden bei Sternen nicht weit entfernt von der Eddington-Grenze angeregt. Allerdings ist die berechnete Amplitude der strange-modes erheblich größer als bei Alpha-Cygni-Sternen beobachtet.[2]

### Vorkommen in Sternkatalogen
Der General Catalogue of Variable Stars listet aktuell etwa 60 Sterne mit dem Kürzel ACYG, womit etwas über 0,1 % aller Sterne in diesem Katalog zur Klasse der Alpha-Cygni-Sterne gezählt werden. Bei einer ähnlichen Anzahl wird die Zugehörigkeit zu den Alpha-Cygni-Sternen vermutet.

## Entwicklung
Die Alpha-Cygni-Sterne sind mit mindestens 10 Sonnenmassen sehr massereich. Damit sind so massereich, dass sie im Laufe ihrer weiteren Entwicklung als Kernkollaps-Supernova explodieren werden.
Während der Entwicklung massiver Sterne gibt es zwei Phasen, wenn sie im Hertzsprung-Russell-Diagramm den Instabilitätsstreifen kreuzen:
- Einmal kurz nach der Hauptreihenphase wandern die Sterne schnell durch den Instabilitätsstreifen und entwickeln sich danach zu einem Roten Überriesen, wobei sie in diesem Stadium viel Masse verlieren.
- Durch den starken Massenverlust bewegen sich die heliumbrennenden Sterne im HR-Diagramm wieder nach links und kommen erneut in den Bereich des Instabilitätsstreifens für Überriesen.

Allerdings scheint die Alpha-Cygni-Veränderlichkeit nur während der zweiten Phase aufzutreten, da nach Simulationsrechnungen durch den Verlust der äußeren Hüllen die Bedingungen entstanden sind, in denen Pulsationen angeregt werden können. Diese theoretischen Berechnungen hängen aber stark ab von nur schwer zu modellierenden Annahmen über die interne Vermischung und die Stärke des Sternwinds.

## Beispiele
- Deneb A (Alpha Cygni), Rigel, Alnilam, Aludra, 6 Cassiopeiae, Wezen